# Тагиева, Наталья Валех кызы
Наталья Валех кызы Тагиева (азерб. Nataliya Valeh qızı Tağıyeva; 24 декабря 1954, Златоуст, Челябинская область — 17 февраля 2005, Баку) — азербайджанская актриса. Народная артистка Азербайджана (2000).

## Биография
Наталья Тагиева родилась 24 декабря 1954 года в Челябинске. С юных лет интересовалась искусством, театром и кино. В 1978 году окончила актерский факультет Азербайджанского государственного художественного института. 
С 1978 года являлась актрисой Азербайджанского государственного академического русского драматического театра имени С. Вургуна. 
Впервые на сцене выступила в роли невесты в спектакле Рустама Ибрагимбекова «Ультиматум». Также выступала с фамилией Багирова.
28 октября 2000 года присвоено звание народной артистки Азербайджана.
Мабут Магеррамов вспоминает: «В то время болезнь Натальи обострилась. Рак повредил её легкое и одну почку. Я показал все анализы Натальи онкологу, приехавшему из Москвы. Врач сказал мне срочно привезти её в Москву, мы заберем у неё одну почку, после чего два года она будет нормально работать. После операции мы с Натальей два года выступали на сцене и даже ездили на гастроли в Израиль. Все произошло так, как сказал врач. За два месяца до кончины она очень опечалилась и впала в постель. Я часто ходил к ней и пытался её подбодрить. Однажды она сказал мне: «Ты обещал мне, что спасешь меня, почему ты этого не делаешь?». Последним её желанием, конечно, было выздороветь, избавиться от болезни. Но, к сожалению, этого не произошло. Я тоже ничего не мог сказать ей по этому поводу, так как знал, что её состояние очень тяжелое и она доживает свои последние дни».
Умерла от рака 19 февраля 2005 года в своем доме в Баку. Похоронена на Ясамальском кладбище.

## Фильмография
1. Свет погасших костров (фильм, 1975)[3]
2. Прерванная серенада (фильм, 1979)[3]
3. Его бедовая любовь (фильм, 1980)[3]
4. Джинн в микрорайоне (фильм, 1985)[3]
5. В условиях неочевидности (фильм, 1986)[3]
6. Семья (фильм, 1998) (художественный фильм) — роль: София Михайловна[3]
7. Телефон доверия (фильм, 2001)[3]
8. Белая жизнь (фильм, 2003)
9. Яйцо (фильм, 2003)